# Пчеловодная (остановочный пункт)
Пчеловодная — железнодорожная станция Ростовского региона Северо-Кавказской железной дороги.
Находится на окраине хутора Пчеловодный Аксайского района Ростовской области.
Остановка электропоездов.